# Erica articularis
Erica articularis är en ljungväxtart som beskrevs av Carl von Linné. Erica articularis ingår i släktet klockljungssläktet, och familjen ljungväxter.

## Underarter
Arten delas in i följande underarter:
- E. a. implexa
- E. a. meyeriana